# Senna fabrisii
Senna fabrisii là một loài thực vật có hoa trong họ Đậu. Loài này được (L.Bravo) H.S.Irwin & Barneby miêu tả khoa học đầu tiên.